# Савинская (Красноборский район, у реки Лудонга)
Савинская — деревня в Красноборском районе Архангельской области. Входит в состав Черевковского сельского поселения.

## География
Находится в юго-восточной части Архангельской области на расстоянии приблизительно 45 км на запад-северо-запад по прямой от административного центра района села Красноборск на левобережье реки Северная Двина и на правом берегу речки Лудонга.

## История
Отмечена уже только в 1939 года как деревня Черевковского сельсовета Черевковского района.

## Население
Численность населения: 33 человека (русские 100 %) в 2002 году, 23 в 2010.